# الفعل الإنساني: رسالة في الاقتصاد
«الفعل الإنساني: رسالة في الاقتصاد» عمل من أعمال الاقتصادي والفيلسوف النمساوي لودفيغ فون ميزس. يُعدّ على نطاق واسع تحفة ميزس، ويطرح قضية رأسمالية مبدأ عدم التدخل المبنية على علم الأفعال، طريقته في فهم هيكلية عملية اتخاذ القرار البشرية. رفض ميزس الوضعية في الاقتصاد، ودافع عن أساس بديهي لعلم الأفعال، بالإضافة إلى الفردية المنهجية وقوانين التيقّن البديهي. يجادل ميزس في أن اقتصاد السوق الحرة لا يتخطى أي نظام تخطط له الحكومة وحسب، ولكنه في النهاية يلعب دور أساس للحضارة نفسها.
الاقتصاد الوطني: نظرية الفعل والاقتصاد هو الكتاب السابق باللغة الألمانية للفعل الإنساني صدر عام 1940.
يجادل ميزس بأن أسعار الأموال التي يولدها السوق ضرورية لتحديد الاستخدامات الأكثر قيمة للموارد لتلبية طلبات المستهلكين. يحاول إظهار التناقضات في التدخل السياسي التدريجي في اقتصاد السوق والآثار الوخيمة للسيطرة السياسية والتلاعب بالنظام النقدي. في رأي ميزس، تؤدي التدخلات الحكومية التي تشوه أسعار السوق دائمًا إلى سوء توجيه الموارد، بما في ذلك العمالة واستثمارات رأس المال الخاطئة، ما يؤدي إلى انتفاضات تضخمية تليها تراجعات اقتصادية حتمية. يعتقد ميزس أن اقتصاد السوق كان النظام الوحيد الذي وفر الحرية والاختيار الشخصي لجميع أفراد المجتمع إضافة إلى توليد الوسائل لتنسيق تصرفات مليارات الأشخاص بأكثر الطرق عقلانية من الناحية الاقتصادية، وأن التلاعب النقدي الذي تقوم به البنوك المركزية كان أحد التشوهات الأكثر تخريبًا لعملية الحساب الاقتصادي.

## ملخص
يجادل ميزس في مقدمته بأن الاقتصاد ظهر بصفته علمًا عندما اكتُشف انتظام في تسلسل وترابط ظواهر السوق. يشير إلى التحديات التي يواجهها الاقتصاد بصفته علمًا جديدًا، لا سيما في قبوله فرعًا مرخصًا للمعرفة، ويناقش مختلف المدارس الفكرية التي رفضت إنجازات الفكر الاقتصادي. يدحض ميزس الانتقادات الشائعة للاقتصاد، مشيرًا إلى أن أفكار الاقتصاديين الكلاسيكيين قد حسنت المستوى العام للمعيشة من خلال تعزيز السياسات الليبرالية والتحسين التكنولوجي. يجادل أيضًا بأن المشاكل الاقتصادية لا يمكن عزلها لأنها مجرد جزء من علم عام للفعل الإنساني.

## الجزء الأول: الفعل الإنساني
يشرح الفصل الأول: «الإنسان الفاعل»، مفهوم الفعل الإنساني، الذي يُعرف بأنه «سلوك هادف»، ويُميز عن السلوك الانعكاسي في أن المراقب ينسب هدفًا إلى الفاعل. علم الأفعال هو علم الفعل في حد ذاته، والذي يدرس النتائج المستخلصة من حقيقة أن الناس لديهم أهداف ويتبنون وسائل لتحقيقها. لكي يحدث فعل ما، يجب أن يكون الفاعل في حالة من عدم الارتياح، ويتخيل حالة مرضية أكثر، ويؤمن أن السلوك الهادف يمكن أن يقلل من عدم الارتياح. يتناول النص مفهوم السعادة والغريزة، حيث تُعرف السعادة بالكامل من خلال الأهداف الذاتية للفاعل الفرد، ويمكن للبشر قمع رغباتهم البيولوجية. تبدأ دراسة الفعل الإنساني بالحقيقة المقررة النهائية للفعل الإنساني نفسه، ويجب أن تعتمد جميع دراسات الأفعال الإنسانية على الثنائية المنهجية. علم الفعل ذاتي، لأنه يأخذ غايات الفاعلين الذاتية كما توجد في ذهن كل شخص، ولكن بالامتناع عن إصدار حكم على هذه الغايات، لذا يظل موضوعيًا. السببية ضرورية للفعل، ومبدأ الريبة لهايزنبرغ لا يغير ذلك. أخيرًا، يقدم النص مفهوم الأنا الأخرى، حيث يجب أن تقع جميع الأحداث في عالم الغائية أو السببية.
يتكلم الفصل الثاني: «المشكلات المعرفية لعلوم الفعل الإنساني»، عن علوم الفعل الإنساني، وعلم الأفعال، والتاريخ. «التاريخ هو الجمع والترتيب المنتظم لجميع بيانات الخبرة المتعلقة بالفعل الإنساني». من ناحية أخرى، يبدأ علم الأفعال من حقيقة الفعل الإنساني ويستخدم الاستنتاج المنطقي للوصول إلى حقائق مسبقة صالحة لجميع الإجراءات، سواء في الماضي أم المستقبل. مبادئ السببية والغائية متطلبات أساسية ضرورية أيضًا للعقل لفهم العالم. يشدد النص على أن علم الأفعال يتعلق بأفعال الأفراد ويتعامل مع الأفعال الفردية، وليس الإجراءات الغامضة بالعموم. يمكن للمؤرخ الاعتماد على التخصصات الأخرى ولكن عليه استخدام أحكامه ونظرياته القيمية السابقة لتحديد ما هو مناسب ومن ثم تقديم الحقائق وفقًا لذلك. نوقشت أيضًا القيود المفروضة على المفاهيم العملية.
يناقش الفصل الثالث: «الاقتصاد والثورة على العقل»، موضوع تعدد اللغات، وهو الاعتقاد بأن مجموعات مختلفة من الناس، مثل الأعراق أو الطبقات الاجتماعية المختلفة، لها طرق مختلفة في التفكير والاستدلال. يجادل ميزس بأن هذه الفكرة غير مدعومة بالأدلة، وتُستخدم بدلًا من ذلك وسيلةً لتشويه حجج المعارضين من دون معالجتها فعليًا. أكد أيضًا على أهمية العقل باعتباره أداة أساسية للبشر الفاعلين وحذر من رفضه لصالح غريزة ما، ما يُعد مُضرًا بالحضارة. 
يناقش الفصل الرابع: «تحليل أول لتصنيف الفعل»، مفهوم الغايات والوسائل، حيث الغاية هي النتيجة التي يسعى إليها الفاعل وتُستخدم الوسائل لتحقيق الغاية. يحلل علم الأفعال أهداف الفاعل ومعتقداته لشرح ظواهر السوق. التمييز بين السلع المجانية والسلع الاقتصادية غير مفيد، وتُصنف البضائع على أنها سلع للمستهلكين أو سلع للمنتجين بناء على إشباعها المباشر أو غير المباشر لرغبات الإنسان. تكمن القيمة في أذهان الفاعلين الذين يصنفون الأشياء وفق رغبتهم. يمكن بناء علم الاقتصاد على المقياس الذاتي للقيم التي يمتلكها الأفراد الفعليون. جميع الإجراءات تبادلات طوعية حيث تكون تكلفة الإجراء هي قيمة السعر المدفوع والرضى الضائع. الربح فئة ذاتية لا يمكن قياسها، والفاعلون غير معصومين من الخطأ.
يناقش الفصل الخامس: «الزمن»، الطابع الزمني لعلم الأفعال، ودراسة الفعل الإنساني. في حين أن علم الأفعال نظام منطقي، هو مرتبط ارتباطًا وثيقًا بالوقت، فالعقل هو ما يجعل الإنسان مدركًا لتدفق الوقت. لا يُعرّف الحاضر على أنه وحدة مُدّة، بل على أنه وجود فرصة ناضجة لاتخاذ إجراء محتمل. الوقت نادر، ويجب توفيره حتى في الفردوس المفترض حيث تُلبى جميع الاحتياجات المادية. لا جدوى من الحكم على تصرفات الأفراد بالرجوع إلى مقاييس قيمهم.